# Norge (Georges Mogin)
Norge (* 2. Juni 1898 in Brüssel; † 25. Oktober 1990 in Mougins) war ein belgischer Dichter französischer Sprache.

## Leben und Werk
Georges Mogin stammte von französischen Hugenotten ab, die in die Niederlande auswanderten. Er war zuerst Stoffhändler, ab 1954 in Saint-Paul-de-Vence Antiquitätenhändler. Von 1923 bis ins hohe Alter veröffentlichte er unter dem Pseudonym Norge (ohne Vornamen) zahlreiche Gedichte und Gedichtbände, die ihm die Anerkennung der Dichterkollegen und renommierte Preise einbrachten und die nach seinem Tod gesammelt herausgegeben wurden. Thema seiner Dichtung ist laut Jean Tordeur das Leben als die „bewohnbare Verzweiflung, die Freude heißen wird“ (le désespoir habitable qui s’appellera la joie).

## Werke (postume Ausgaben)
- Poésies 1923–1988. Hrsg. Lorand Gaspar. Gallimard, Paris 1990, 1992.
- Remuer ciel et terre. Les râpes. Famines. Le gros gibier. La langue verte. Labor, Brüssel 1994. (Vorwort von  François Jacqmin. Interpretation von Jean-Marie Klinkenberg)
- Remuer ciel et terre. Poésie. Espace Nord, Brüssel 2019. (Nachwort von Jean-Marie Klinkenberg)